# Суд (фильм, 1967)
Суд — советский короткометражный художественный фильм 1967 года производства компании «Ленфильм». Снят по одноимённому рассказу А. П. Чехова.

## Сюжет
Лавочник Кузьма Егоров уверен, что пропавшие у него из комода двадцать пять рублей взял сын Серапион. Вместе с уважаемыми гражданами города в качестве судей он вынес приговор…

## Съёмочная группа
- Режиссёр и автор сценария: Давид Кочарян.
- Оператор: Валерий Федосов.
- Художник-постановщик: Всеволод Улитко.
- Композитор: Георгий Портнов.
- Звукорежиссёр: Ася Зверева.

## В ролях
- Виктор Ильичёв — Серапион, цирюльник
- Евгений Лебедев — Кузьма Егоров, отец Серапиона
- Николай Трофимов — священник
- Георгий Штиль — Фортунатов, жандарм
- Аркадий Трусов — Глеб Глебович, фельдшер
- Алексей Смирнов — Михайло, бас
- Олег Белов — помощник фельдшера
- Владимир Казаринов — староста